# Mandarin Oriental, Bangkok
Pour les articles homonymes, voir Oriental.

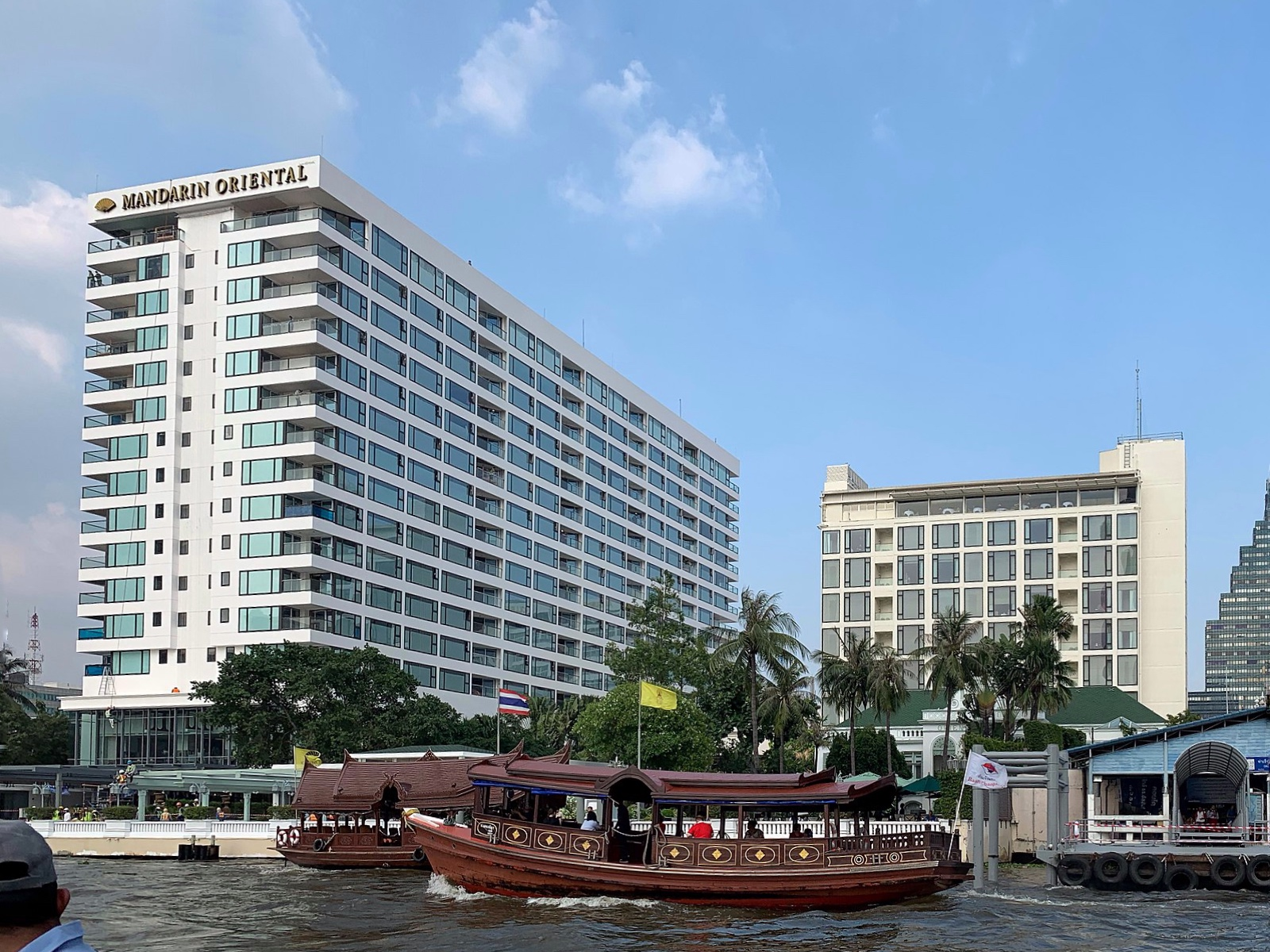
L'Hôtel vu depuis la Chao Phraya. À droite la partie ancienne.

Le Mandarin Oriental, Bangkok est un hôtel cinq étoiles de Bangkok situé sur les berges de la Chao Phraya. Il a été fondé en 1876 sous le nom d’Hôtel Oriental : il était alors le premier hôtel de Thaïlande. Propriété du groupe hôtelier de luxe Mandarin Oriental, il comporte 358 chambres, 35 suites et 8 restaurants. Il est renommé pour la qualité de son service et se trouve régulièrement classé parmi les meilleurs hôtels de la planète.
Il a été rebaptisé « Mandarin Oriental, Bangkok » en septembre 2008.

## Histoire
Quand le Siam s'est ouvert au commerce international après la signature du traité Bowring (en) en avril 1855, les marins des navires de commerce arrivant à Bangkok ont eu besoin de logements à terre. Un Américain, le capitaine Dyers, et son partenaire J.E. Barnes ont fait construire par Mario Tamagno l'Hôtel Oriental. Celui-ci a été détruit par un incendie en 1865.
Plusieurs années plus tard, une association de capitaines danois a ouvert un autre hôtel pour le remplacer. Dans les années 1970, au moment de l'ouverture du nouveau bâtiment sur la Chao Phraya, le conseil d'administration de l'Hôtel Oriental a choisi 1876 comme date officielle de l'ouverture de l'hôtel.

### H. N. Andersen
En 1881, l'homme d'affaires danois Hans Niels Andersen (en), alors âgé de 29 ans, a racheté les locaux. Ses nombreuses activités ont fait de lui un membre respecté de la communauté européenne au Siam. Andersen a compris que les voyageurs et les hommes d'affaires qui se rendaient dans le pays avaient besoin d'un hôtel respectable, avec un bon équipement, un bar et de la cuisine occidentale.
Encouragé par le Prince Prisdang (en), il s'est associé avec  Peter Andersen et Frederick Kinch pour construire un hôtel de luxe. Conçu par Cardu & Rossi, une équipe locale d'architectes italiens, l'Oriental a été le premier hôtel de luxe du Siam. Il a ouvert le 19 mai 1887 ; il possédait 40 chambres et des aménagements encore inconnus dans le pays en dehors des palais royaux : un deuxième étage (à une époque de bungalows d'un seul niveau), des tapis dans les halls, une salle pour les femmes et un fumoir, une salle de billard et un bar pouvant accueillir 50 clients assis. Pour assurer le succès du restaurant et un bon niveau de service, les propriétaires ont convaincu le majordome et le chef cuisinier du Consulat de France de venir travailler à l'hôtel.
Le premier événement important du nouvel hôtel a été le grand banquet donné le 24 mai 1888 pour les cinquante ans de règne de la Reine Victoria. Après avoir personnellement visité l'hôtel en décembre 1890, le roi Chulalongkorn (Rama V) a décidé qu'il avait les qualités nécessaires pour accueillir les souverains en visite. Les premiers hôtes royaux ont été l'entourage du Prince héritier Nicolas de Russie (futur Nicolas II) en avril 1891.
Plusieurs propriétaires se sont succédé jusqu'à Marie Maire en 1910. Elle a immédiatement lancé une rénovation de l'hôtel, qu'elle a revendu en 1932. Durant la Seconde Guerre mondiale, l'hôtel a été loué à l'armée japonaise, qui l'a utilisé comme club pour ses officiers (sous la direction de l'Hôtel impérial de Tokyo). À la fin de la guerre, il a abrité d'anciens prisonniers de guerre alliés qui, croyant qu'il appartenait aux Japonais, l'ont dévasté,.

### Germaine Krull
Après la guerre, six personnes se sont associées pour racheter l'hôtel, sérieusement endommagé. Chacune a fourni 250 dollars. Il s'agissait de la photographe allemande Germaine Krull (1897–1985), du Prince Bhanu, du général Chai Prateepasen, du diplomate Pote Sarasin et de John Webster et Jim Thompson, deux américains qui avaient travaillé pour l'Office of Strategic Services (OSS) et étaient restés en Thaïlande. Krull est devenue directrice de l'Oriental en 1947, malgré son absence d'expérience dans l'hôtellerie. Née en Allemagne, elle avait été correspondante de l'Agence France Presse pendant la Seconde Guerre mondiale. La restauration de l'hôtel et son ameublement ont permis à Thompson de déployer ses compétences architecturales et artistiques.
L'Oriental a rouvert le 12 juin 1947. Krull a été une excellente directrice et lui a redonné son rang de premier hôtel de Thaïlande. Thompson a bientôt quitté l'association sur la question de la construction d'une nouvelle aile, même s'il y a encore habité un certain temps. Pour lutter contre les clubs en vogue et un nouveau bar appelé « Chez Eve », Krull a créé le Bamboo Bar, qui est bientôt devenu un des plus connus de Bangkok.
En 1958 a été construite la Garden Wing (aile du jardin). Haute de cinq étages, elle possédait le premier ascenseur de la ville et abritait le restaurant Le Normandie.
En 1967, craignant que la Thaïlande tombe aux mains des communistes, Krull a vendu sa part à la nouvelle compagnie Italthai (en), alors en pleine expansion.

### Italthai
Italthai (en) avait été fondée au milieu des années 1950 par un Italien né à Gênes, Giorgio Berlingieri, et un Thaïlandais, le Dr Chaijudh Karnasuta. Berlingieri pensait que l'Oriental avait commencé à se reposer sur ses lauriers et avait été dépassé par ses concurrents. Il a voulu en faire un des meilleurs hôtels du monde. Trop occupé pour s'en occuper lui-même, il a nommé directeur général en novembre 1967 Kurt Wachtveitl (né en 1937), qui gérait à cette époque le Nipa Lodge, un autre hôtel que possédait Italthai à Pattaya.
En 1972, l'Oriental a acheté un terrain adjacent où il a érigé une nouvelle aile de 350 chambres, nommée River Wing.

### Mandarin Oriental

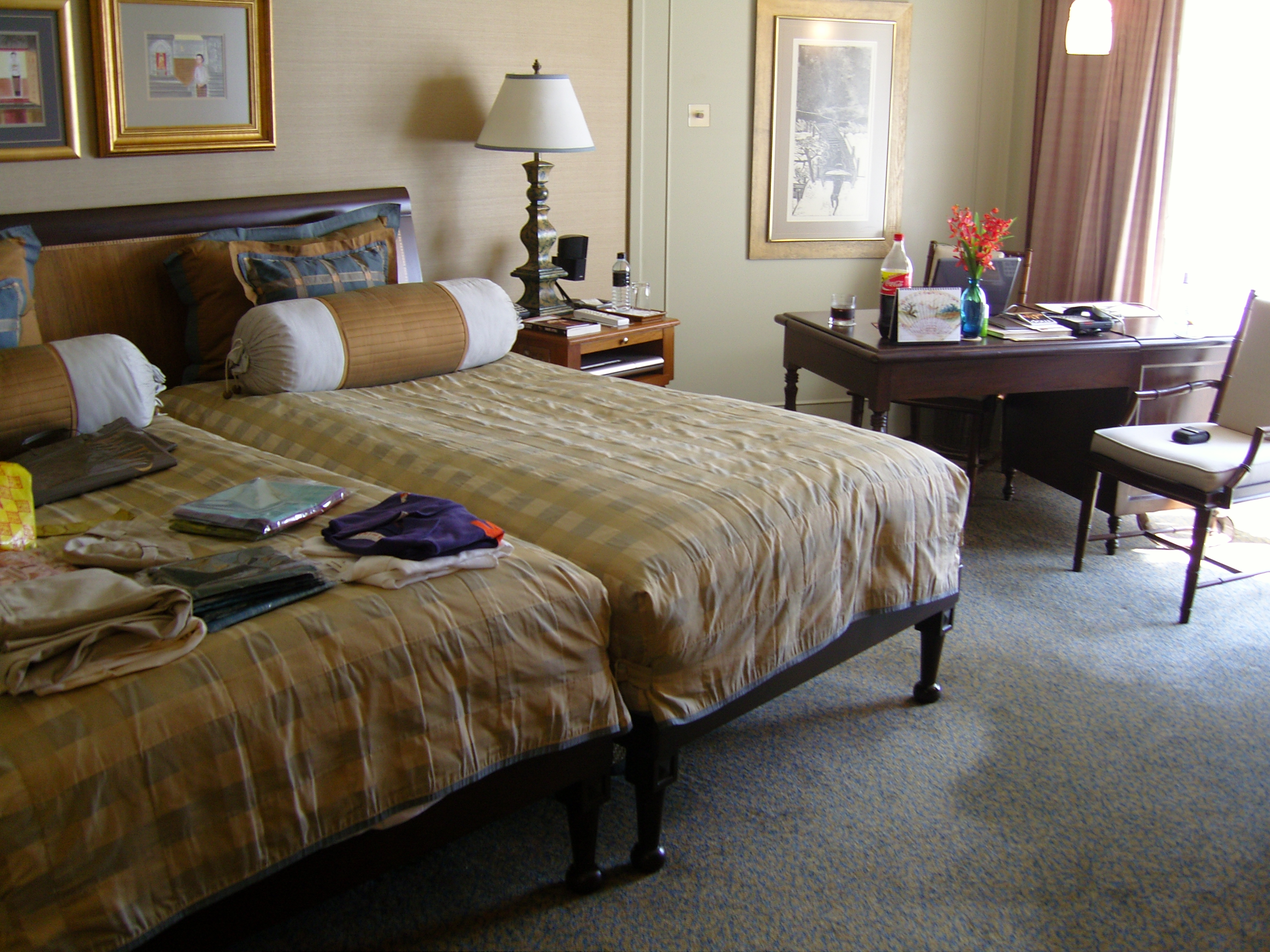
Intérieur d'une chambre (2009).

Le groupe Mandarin Oriental a été créé en même temps en 1963 que son hôtel-phare, le Mandarin de Hong Kong, bientôt réputé pour son service luxueux. Mandarin International Hotels Limited, fondé en 1974, était destiné à assurer son expansion en Asie, dans le même secteur des hôtels de luxe.
En 1974, la compagnie a racheté 49 % de l'hôtel Oriental, ce qui lui fait deux hôtels-phare. En 1985, elle a rationalisé sa structure en les rassemblant sous un nom qui évoque les deux, Mandarin Oriental Hotel Group.
L'hôtel a ouvert son « Oriental Spa » en 1993 et a terminé la rénovation complète de ses chambres et suites en 2003. En 2006, il a fêté son 130e anniversaire. En septembre 2008, il a été renommé Mandarin Oriental, Bangkok. En 2025 pour 2026, il se prépare à fêter son 150e anniversaire.

## Récompenses récentes
- Best City Hotel in Asia et inscrit sur la liste des Top 20 Hotels Worldwide de Travel + Leisure 2009[11]
- Best City Center Hotel Spa Worldwide (Luxury Travel Advisor, décembre 2008 - Awards of Excellence)
- Urban Spa of the Year (AsiaSpa Magazine, novembre 2008 - AsiaSpa Awards)
- Un des 400 meilleurs hôtels de Forbes Travel Guide (en), novembre 2008.
- No. 8 sur la liste Overseas Leisure Hotels - Asia & the Indian Subcontinent (Condé Nast Traveller (en), octobre 2008 - Readers’ Travel Awards
- No. 13 sur la liste Spas in Overseas Hotel (Condé Nast Traveller, octobre 2008 - Readers’ Travel Awards)
- No. 3 sur la liste des Top 20 International City Hotels (Andrew Harper’s Hideaway Report, septembre 2008 - The World’s Best Hotel, Resorts & Hideaways)
- Le restaurant "Le Normandie" du Mandarin Oriental, avec Mezzaluna (au 65e étage du Lebua Hotel) et Gaggan deviennent les 3 premiers restaurants doublement étoilés par le nouveau guide Michelin 2018.